# Косовска улица (Београд)
| КОСОВСКА · улица | КОСОВСКА · улица |
| ---------------- | ---------------- |
|                  |                  |
| Општина          | Стари град       |
| Почетак          | Таковска улица   |
| Крај             | Дечанска улица   |
| Дужина           | 300 m            |
| Ширина           | 19 m             |
|                  |                  |
|                  |                  |

Косовска улица је једна од улица у Старом граду у Београду. Простире се од Таковске до Нушићеве улице, паралелно са улицом Мајке Јевросиме. Улице које се налазе у непосредној близини, поред поменутих су Палмотићева, Влајковићева, Дечанска и др.

## Косовском улицом
У Косовској улици налази се неколико споменика културе, осим тога, смештена у самом центру града, Косовска улица је у непосредној близини многобројних значајних институција, као што су Историјски музеј, Народна скупштина, Црква Светог Марка.

#### бр. 11
На броју 11 налази се Музеј Југословенске кинотеке који поседује збирку старих филмова и биоскопску салу  у којој се приређују редовне пројекције старих филмова.

#### бр. 19
На овој адреси налази се Основна школа "Дринка Павловић".

#### бр. 26
Штампарија "Борба".

#### бр. 39
У овој згради је било седиште Независне радничке партије Југославије и уредништво "Окованог радника". Године 1923. на овом месту илегално је одржана Трећа земаљска конференција Савеза комуниста Југославије, чији Централни комитет 1952. године у част Шестог конгреса на броју 39 подиже спомен плочу.

#### бр. 47
Зграда Старе телефонске централе, прве наменски пројектоване телефонске централе у Србији споменик је културе од великог значаја. Изграђена је 1908. као двоспратна грађевина, а 1925. дозидан је трећи спрат. Архитектонски представља спој стила сецесије са српско-византијским елементима. 

#### бр. 51
Аустријски институт намењен похађању курсева немачког језика.

## Галерија
- Споменик Дринки Павловић у дворишту основне школе која носи њено име
- Косовском улицом
- Поглед на Музеј југословенске кинотеке